# Bernardino Palazzi
Bernardino Palazzi (Nuoro, 22 dicembre 1907 – Roma, 13 novembre 1986) è stato un pittore italiano.

## Biografia
Nacque a Nuoro dal pesarese Francesco e da Pasqualina Siotto di Orani. Dopo i primi studi a Nuoro e a Sassari, andò a Roma per studiare arte, continuando poi a Firenze e a Padova. Le sue prime esposizioni a Venezia, intorno al 1925, raccolsero positivi giudizi della critica e nel 1928 venne invitato alla biennale. Nel 1929 si stabilì a Milano e qui entrò in contatto con il gruppo di via Bagutta che ritrasse nel suo quadro più famoso, un olio su tela di cm 155 x 250, esposto alla XX Biennale di Venezia e conservato nella Galleria comunale d’Arte Moderna di Milano. Nel 1946, finita la guerra, sposò la modella Maray Abbove e, benché la sua fama si andasse oscurando, continuò a lavorare e a esporre con discreto successo. Nel 1961 illustrò, con 320 disegni a pastello, la Storia della mia vita di Giacomo Casanova e nel 1970, con 40 tavole a tempera, la Gerusalemme liberata di Torquato Tasso. Colpito da un ictus nel 1985, morì l'anno seguente all'età di settantotto anni.

## Esposizioni principali
- IV Esposizione d'Arte delle Tre Venezie (1926).[4]
- Biennale di Venezia (1928 e poi, con continuità, fino al 1948).[1]
- Quadriennale nazionale d'arte di Roma a Palazzo delle Esposizioni (1931, 1939, 1943, 1948, 1959).[1]
- I Mostra regionale delle arti figurative in Sardegna (1959).[4]